# Нула32
„Нула32“ е българско списание за стил и култура, издавано в Пловдив.
Името на списанието идва от телефонния код на Пловдив (032). Изданието раказва истории от пловдивското минало и настояще и представя материали за градска култура и изкуство. „Нула32“ излиза веднъж на всеки три месеца (през март, юни, септември и декември) и се разпространява безплатно в избрани кафенета, клубове, галерии и театри в Пловдив и София.

## Броеве
Всеки брой на „Нула32“ излиза със своя самостоятелна тема. Първият брой се появява на 11 септември, 2015-а, и разказва за възраждащия се в онзи момент артистичен пловдивски квартал Капана. През декември същата година излиза вторият брой на изданието със заглавие „Другосветци“, посветен на местните чудаци.
През 2016-а теми на „Нула32“ са злополучно известните Тютюневи складове в Пловдив (бр. № 3: „С дъх на тютюн“), най-силно изразените субкултури групи в града (бр № 4: „СУБкултурна столица“), Девети пехотен пловдивски полк (бр. № 5: „Клементинци“) и конкурсът за късометражен филм и текст „(Не)възможното тук“ (бр. № 6).
В първата половина на 2017-а следват броеве за квартал „Кючук Париж“ (бр. №7: „Малкия Париж“) и за пловдивските тепета (бр. №8: „Над нещата“), а през септември и декември излизат броеве за пловдивската артистична фотография (бр. №9: „Светломер“) и за махалите на града (бр №10: „Махленския човек“).
През 2018-а обект на интерес за „Нула32“ са последователно жената на града (бр. №11: „Градът в краката ѝ“), Старинен Пловдив (бр. №12: неозаглавен), връзката на Пловдив със София (бр. № 13: „София, вечна любовнице“) и предстоящото домакинство на Пловдив на форума Европейска столица на културата (бр. №14: „Неговото заедно, обречено на самота“).
Четирите броя на „Нула32“ през 2019-а се занимават с пороците на пловдивчани (бр. №15: „Пороци“), с футболното Пловдивско дерби (бр № 16: неозаглавен), с паметта за града (бр. № 17: „Post Scriptum“) и с отживелиците (бр. №18:„Отживелици“).
В началото на 2020-а излиза джазовият брой на „Нула32“ под номер 19 в поредицата, а през юни с екзклузивна двойна корица е отпечатан „Седмият хълм“, посветен на поетите на Пловдив.

## Награди и признания

### 2016
- Първо място в конкурса на Община Пловдив за най-добра предпдприемаческа идея[1]

### 2017
- Първа награда на фондацията на името на Васа Ганчева в категорията за журналистика на културна тематика.

За оригиналния подход към обществените и естетическите явления днес и за интерпретирането им със светоусещането и в духа на най-новото творческо поколение на България.

- Трета награда на Младежки клуб Round Table 3 Пловдив.

За неуморния труд по създаването на списание, което обръща внимание на теми, забравени от българското общество и в частност от пловдивчани

### 2018
- Награда за студентски постижения в областта на журналистиката от фондация „Радостина Константинова“ [4]
- Номинация за Пловдив (награда) в раздел журналистика за броевете „Малкия Париж“ и „Светломер“.[5]

### 2019
- Награда на фондацията на името на Васа Ганчева.

За новите идейни и художествени хоризонти пред българската журналистика и публицистика, които те откриват със своята творческа и професионална дейност в едно списание с оригинален профил и нарастваща културно-обществена значимост.

### 2020
- Панайот Стефанов и „Нула32“ са единствените отличени в категорията „Медии и комуникации“ в проекта „40 до 40“ на Дарик Радио. [8]